# Омер Маслић
Омер Маслић (Варцар Вакуф, 21. новембар 1913 — Буковица, код Тузле, 3. октобар 1942), учесник Народноослободилачке борбе и народни херој Југославије.

## Биографија
Рођен је 21. новембра 1913. у Варцар Вакуфу (данашњем Мркоњић Граду). Након што је завршио два разреда Грађанске школе у родном мјесту, учио је ковачки занат код мајстора у оближњем Језеру. У Јајцу се придружио радничкој омладини и ту је стекао основна политичка знања под утицајем тамошњих комуниста.
Преселио се у Сарајево 1937. године и запослио се у Жељезничкој радионици. Убрзо је постао активан и у Уједињеним радничким синдикатима. У Комунистичку партију Југославије је примљен почетком 1939. године. Био је један од челника партије која је тада илегално дјеловала у Жељезничкој радионици, а касније је постао руководилац партијске технике Покрајинског комитета КПЈ за Босну и Херцеговину и члан Земаљског одбора Народне помоћи.
Ухапсиле су га усташе непосредно након окупације Сарајева, приликом упада у просторије партијске технике, у јулу 1941. године. Покушао је да побјегне, али је рањен и одведен у болницу. Ипак је успио да побјегне из болнице, почетком августа исте године, уз помоћ партиских другова.
Половином септембра 1941. је добио задатак да формира нову партијску организацију у Зеници. Након тога, Маслић се придружио партизанском одреду „Звијезда“ и убрзо је упућен у зенички крај да тамо формира партизански одред и организује устанак. У октобру је формирао прву чету, а почетком децембра исте године је формирана и друга чета, тако да је основан Зенички партизански одред, који је у свом саставу половином јануара 1942. имао четири батаљона и једну муслиманску чету.
Зенички одред је, под командом Омера Маслића, извео низ успјешних акција: против зеничких усташа на Драчићу, приликом ослобађања града Олова, у диверзантским акцијама на прузи Сарајево—Босански Брод, приликом напада на Бегов Хан (када је заробљена читава домобранска чета са комплетном опремом). Послије отцјепљења четника у мају 1942, Зенички партизански одред је био бројчано умањен и прикључен је Шестој пролетерској источнобосанској бригади. Маслић је био замјеник политичког комесара Зеничке чете, а затим замјеника комесара Трећег батаљона.
Погинуо је у борби са четницима код Буковице близу Тузле 3. октобра 1942. године. Његова јединица се повукла, а он је остао у окружењу, тако да се борио до смрти.
Послије ослобођења, његови посмртни остаци су сахрањени у Гробници народних хероја у спомен-парку Враца, на планини Требевићу, код Сарајева.
Указом председника Федеративне Народне Републике Југославије Јосипа Броза Тита, 27. новембра 1953. године, проглашен је за народног хероја.